# Баклан вухатий
Баклан вухатий (Phalacrocorax auritus) — птах  роду баклан (Phalacrocorax), поширений у Північній Америці.

## Опис
Крупний птах 70—90 см завдовжки, вагою 1,2—2,5 кг. Оперення темно-коричневе або чорне, із зеленуватим або бронзовим відливом. Тіло струнке, з довгою шиєю і відносно короткими лапами. Дзьоб довгий, у верхній частині заломлений на кінці у вигляді гачка. Шкіра в основі дзьоба, під очима і шиї забарвлена в яскравий жовто-помаранчевий колір. Лапи короткі, чорні, перетинкові. Хвіст клиноподібний. В період розмноження на голові можна побачити подвійний хвилястий чорний чубок, сині повіки, темний дзьоб і помаранчевий мішок та вуздечку.
Самці не набагато більші за самок. Молодняк в порівнянні з дорослими птахами має більш матове оперення. Вони зазвичай зверху темно-коричневі, а знизу блідо-сірі. Розрізняють 5 підвидів вухатого баклана залежно від розміру, забарвлення і виду чубка.

## Розповсюдження
Вухаті баклани широко поширені по всій Північній Америці, розмножуються до південної Аляски і Нової Англії на півночі ареалу, а зимують до мексиканського штату Сіналоа і Багамських островів на півдні. У північних холодних територіях є мігруючими птахами.
Живуть у прибережних районах і по берегах внутрішніх водойм.

## Спосіб життя

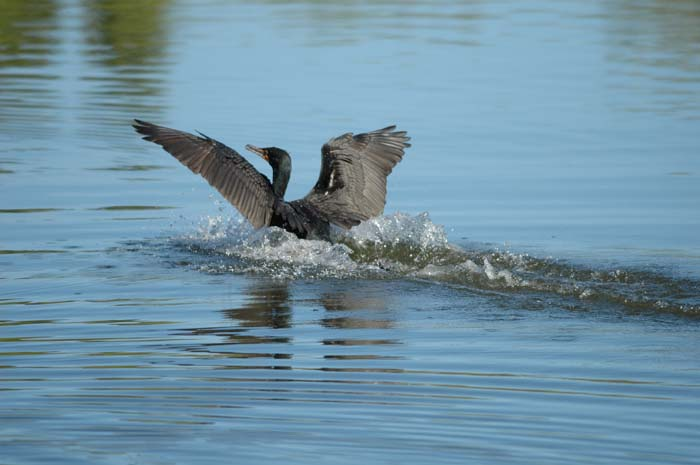
Вухатий баклан, що сідає на воду.

Вухаті баклани є зграйними птахами. Їх можна побачити великими і маленькими групами як у період розмноження, так і в зимовий час. Вони розмножуються в колоніях і полюють часто великими зграями. Мігрують також великими групами.
Полюють в денний час, пірнаючи за рибою під воду. Після пірнання шукають підвищення, де сідають і випростовують свої крила, ймовірно щоб висушити їх (на відміну від більшості морських птахів, їхні крила частково намокають). Проте така поведінка не є прямою реакцією на воду, оскільки птахи, утримувані в неволі, не пірнають за їжею, проте розпрямляють своє пір'я після їжі.

### Живлення
Живляться вухаті баклани в основному рибою, але також вживають у їжу комах, ракоподібних і земноводних. Полюють зазвичай на мілководді, де глибина не перевищує 8 м, не далі 5 км від берега. Невелику здобич здатні заковтувати прямо під водою, а велику виносять спочатку на берег, щоб потрясти або постукати по чомусь. За зграями риби полюють великими групами. Гачкуватий дзьоб допомагає їм утримувати слизьку здобич.

### Розмноження
Вухаті баклани моногамні і гніздяться колоніями, що містять до трьохсот пар. Самець вибирає місце для гнізда і потім, стоячи біля нього, помахами крил кличе самку. Він також може виконувати шлюбні танці на воді, де він демонструє самці матеріал для гнізда. Як тільки пара сформована, чубок у птахів відразу зникає.
Вухаті баклани охороняють лише невелику територію безпосередньо біля гнізда, яка в діаметрі складає менш одного метра.
Розмноження відбувається в період з квітня по серпень, з піком сезону з травня по липень. Самці прибувають до місця гніздування першими і вибирають місце для гнізда, після чого починають рекламувати його самиці. Як самець, так і самка беруть участь в споруді нового або відновленні старого гнізда. Як матеріал використовуються гілочки, палички, траву і різне плаваюче у воді сміття на зразок мотузок і обривків риболовецьких мереж. Самець відносить знайдений матеріал самці, яка укладає його і охороняє від інших птахів. Частіше за все гніздо будується на землі, рідше на деревах. Як тільки будівництво гнізда закінчене, самка відкладає в нього 1—7 (зазвичай 4) блідо-блакитних яєць, по одному кожні 1—3 дні. Обидва батьки висиджують яйця, інкубаційний період становить 25—28 днів. Неоперені і безпорадні пташенята з'являються асихронно в тому ж порядку, в якому відкладалися яйця. Обидва батько годують пташенят 2—6 разів на день їжею, яку відригують. У жаркі дні вони приносять пташенятам воду і заштовхують їм її прямо в глотку. Пташенята починають покидати гніздо, коли їм виповнюється 3—4 тижні, літати приблизно через 6 тижнів і пірнати через 6—7 тижнів. Повністю незалежними від батьків вони стають через 10 тижнів. Період статевої зрілості у молодих птахів наступає в 2 роки.

### Тривалість життя
Тривалість життя до смерті найстарішого відомого вухатого баклана становить 17 років і 9 місяців. Проте середня тривалість життя цих птахів в дикому середовищі становить 6,1 року.